# 欧州・コーカサス・アジア輸送回廊
欧州・コーカサス・アジア輸送回廊（おうしゅう・コーカサス・アジアゆそうかいろう、Transport Corridor Europe-Caucasus-Asia; TRACECA）は、東ヨーロッパ・コーカサス・中央アジア地域の14か国および欧州連合による、国際運輸に関する取り組みである。この取り組みでは、黒海沿岸・南コーカサス・中央アジアの地域間における経済関係・貿易・運輸の強化を目標としている。欧州委員会の出資により常設の事務局がアゼルバイジャンのバクーに設置されたほか、地域事務所がウクライナのオデッサに置かれている。2009年以降は、すべて加盟国による出資で運営されている。

## 設立
TRACECAの設立は1993年5月であり、運輸に関する新たな取り組みと発展――交通回廊の確立と発展――を目的とした、国際運輸の多国間協定として発足した。この調印に際しては、欧州連合諸国とコーカサス、中央アジアの各国が参加した。この取り組みは、旧ソビエト連邦諸国とヨーロッパとの交通アクセスを強化し、陸路・鉄路・海路の充実による国際市場の拡大を通じ、経済的および政治的な自立を支援するというものである。2004年のバクー・イニシアティブもまた、TRACECAの活動の一つであった。続いて2006年には、ブルガリアのソフィアにて、より踏み込んだ形での閣僚会議が開催された。

## 加盟国

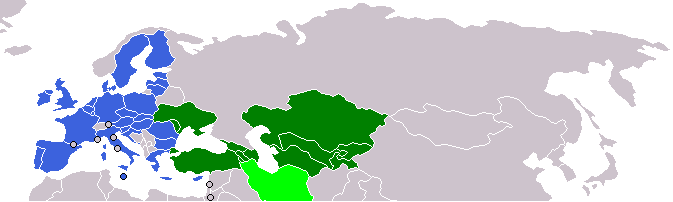
欧州連合
TRACECA加盟国
TRACECA調印済（未加盟）

現在までのTRACECA加盟国は以下の通り:
- アルメニア
- アゼルバイジャン
- ブルガリア
- ジョージア
- カザフスタン
- キルギス
- イラン
- モルドバ
- ルーマニア
- トルコ
- ウクライナ
- ウズベキスタン
- タジキスタン
- トルクメニスタン

加えて28カ国が参加
- 欧州連合

2009年9月のブリュッセル会議における要請受理を受けてイランが正式加盟。しかしながらTRACECAの取り組みに対する技術支援の提供が行われなかったことから、2010年に国連安全保障理事会および欧州連合は制裁決議を行った。
2016年7月、ギリシャがTRACECAの活動にオブザーバーとして参加したい旨の考えを表明した。

## 事務局長
2000年3月、アゼルバイジャンのバクーにTRACECAの常設事務局が設置された。そして2001年2月21日にアゼルバイジャン大統領ヘイダル・アリエフと、ハビエル・ソラナ、クリストファー・パッテン、アンナ・リンドが加わり、活動が正式に始動した。政府間委員会は初代事務局長としてジョージア大使ズヴィアド・クヴァチャンティラゼを選出した。事務総長は、常設事務局の最高責任者である。
現在の事務局長は2015年1月の政府間委員会で選出されたミルチャ・チョプラガである。 
| 項番 | 事務局長                         | 在任期間      | 出身国         | 出典  |
| ---- | -------------------------------- | ------------- | -------------- | ----- |
| 1    | ズヴィアド・クヴァチャンティラゼ | 2000年–2002年 | ジョージア     | [ 6 ] |
| 2    | アブドゥラシード・タギロフ       | 2002年–2003年 | ウズベキスタン | [ 6 ] |
| 3    | リュドミラ・トレンコワ           | 2003年–2006年 | ブルガリア     | [ 6 ] |
| 4    | ルスタン・ジェナリノフ           | 2006年–2009年 | カザフスタン   | [ 6 ] |
| 5    | ジャントロ・サティバルディエフ   | 2009年–2011年 | キルギス       | [ 6 ] |
| 6    | エドゥアルト・ビリウコフ         | 2011年–2014年 | モルドバ       | [ 6 ] |
| 7    | ミルチャ・チョプラガ             | 2015年–現在   | ルーマニア     | [ 7 ] |

## プロジェクト
TRACECAには5つの作業部会があり、それぞれ「会場運輸」「航空」「鉄道」「交通安全」「運輸インフラ」である。具体的なプロジェクト事例としては、ジョージアとアゼルバイジャンの国境に新しい橋を建設し、歴史的遺産である「赤い橋」を保護するプロジェクトが挙げられる。